# Galaxia terorii
Galaxia terorii (titlu original: Galaxy of Terror) este un film american SF de groază din 1981 produs de Roger Corman și regizat de Bruce D. Clark. În rolurile principale joacă actorii Edward Albert, Erin Moran și Ray Walston. Produs de New World Pictures și distribuit de United Artists, a devenit un film idol din momentul premierei sale.

## Prezentare
Pe o planetă pustie numită Morganthus, ultimul supraviețuitor de pe o navă spațială prăbușită (navă numită Rebus) este atacat și ucis de o forță nevăzută.
Pe o altă planetă aflată la o distanță foarte mare, două personaje joacă un joc ciudat. Unul dintre ele, o femeie pe nume Mitri, este identificată ca fiind controlerul jocului în timp ce celălalt, al cărui cap este acoperit de o minge strălucitoare de lumină roșie, se dovedește a fi un mistic atotputernic, denumit Maestru Planetar (Ray Walston). Cei doi vorbesc criptic despre ce anume lucruri să fie puse în mișcare, iar Maestrul îl instruiește pe unul dintre comandanții săi militari să trimită o navă pe planeta Morganthus.
Fără nicio întârziere, nava Quest pornește în mare grabă spre Morganthus. Pilotul navei este căpitanul Trantor (Grace Zabriskie), o supraviețuitoare al unui dezastru spațial celebru, care a lăsat-o instabilă și cu cicatrici psihologice. 
În timp ce Quest se apropie de atmosfera planetei, nava scapă brusc de sub control și se prăbușește pe suprafața acesteia. După ce își revine din șocul aterizării, echipajul se pregătește să părăsească Quest în căutarea supraviețuitorilor. Echipajul este format și dintr-o femeie cu abilități psihologice numită Alluma (Erin Moran). Atât ea cât și echipa de la sol au probleme semnificative cu șeful echipei, Baelon (Zalman King), care este insistent și arogant și care nu este impresionat absolut deloc de incapacitatea Allumei de a detecta orice fel de semne de viață în jur.
În timp ce își fac drum prin peisajul planetei, aceștia ajung în cele din urmă pe cealaltă navă. După ce pătrund la bordul navei, ei găsesc dovezi ale unui masacru care a avut loc. Echipa de salvare se împarte în două pentru a explora mai eficient nava. După ce elimină resturile echipajului, aceștia iau o victimă înapoi pe Quest pentru analiză. Cos, cel mai tânăr membru al echipei, în ciuda faptului că este încurajat de ceilalți, devine din ce în ce mai îngrozit și, după o perioadă scurtă de timp, este ucis de către o creatură bizară.
Echipajul descoperă că ceva de pe planetă le-a tras nava în jos la sosire și, pentru a scăpa, trebuie să investigheze despre ce e vorba. După câteva cercetări, ei descoperă o structură masivă în formă de piramidă, pe care Alluma o descrie ca fiind "goală" și "moartă". Explorările lor asupra piramidei au ca rezultat o serie de întâlniri extrem de violente și mortale cu o forță malefică care face ca mai mulți membri ai echipajului să fie dezmembrați, arși, mâncați, violați sau striviți până la moarte de monștri creați din coșmarurile unice ale fiecărei persoane.
În cele din urmă, doar doi membri ai echipei, Ranger (Robert Englund) și Cabren (Edward Albert), rămân în viață. Ajuns adânc în interiorul piramidei, Cabren îl întâlnește pe Maestrul Planetar, care s-a aflat la bordul lui Quest deghizat ca bucătar. Maestrul explică că piramida este de fapt o jucărie antică pentru copiii unei rase de mult timp dispărute, construită cu scopul de a testa capacitatea acestora de a-și controla frica. Cabren îl ucide pe Maestru pentru că a permis ca echipajul său să moară și devine noul Maestru în locul acestuia.

## Distribuție
- Edward Albert - Cabren, un veteran spațial cu experiență și calm care este protagonist principal al filmului
- Erin Moran - Alluma, empaticul navei
- Ray Walston - Kore, bucătarul navei
- Taaffe O'Connell - Dameia, ofițer tehnic navei
- Bernard Behrens - Ilvar, comandantul general al misiunii
- Zalman King -  Baelon, șeful echipei unității de salvare
- Robert Englund - Ranger, un membru al echipajului
- Sid Haig - Quuhod, un membru al echipajului.
- Grace Zabriskie - Trantor, căpitanul cu probleme al navei
- Jack Blessing - Cos, membru novice al echipajului spațial
- Mary Ellen O'Neill - Mitri, companioană  a Stăpânului și controler al jocului